# Phytomyza ferina
Phytomyza ferina är en tvåvingeart som beskrevs av Spencer 1971. Phytomyza ferina ingår i släktet Phytomyza och familjen minerarflugor. Inga underarter finns listade i Catalogue of Life.